# Drosler
Drosler (Turdidae) er en stor familie af spurvefugle. Den omfatter 21 slægter med i alt 168 arter, der er udbredt over hele verden bortset fra Australien og de fjerneste dele af Polynesien. Arterne indenfor drosselfamilien er oftest skovfugle, der opholder sig på jorden. De såkaldte smådrosler (jordsangere) er taksonomisk flyttet til fluesnapperfamilien.
Drosselfamiliens arter har ti håndsvingfjer, hvoraf den første er meget kort, og der er som regel tolv halefjer. Næbbet er svagt bøjet nær spidsen, hvor der desuden findes et lille hak. Forsiden af fodens tarse er beklædt med en enkelt lang hornskinne, ikke en række af skæl.

## Slægter
Blandt de største af de 21 slægter i drosselfamilien er:
- Geokichla (21 arter, fx orangedrossel)
- Zoothera (18 arter, fx gulddrossel)
- Catharus (12 arter, fx olivenskovdrossel)
- Turdus (79 arter, fx solsort)

## Billedgalleri
- Gulddrossel, Zoothera dauma fra Asien
- Flammedrossel, Ixoreus naevius fra det vestlige Nordamerika
- Opret jorddrossel, Psophocichla litsitsirupa fra Afrika